# Språkpolitik
Språkpolitik är språkplanering som bedrivs med politiska medel. Flera länder tillämpar språklagar, som föreskriver vilket eller vilka som är landets officiella språk och vilka andra språk som är erkända minoritetsspråk. Det handlar om vilka språk som myndigheterna måste kunna hantera. Även kulturpolitiken kan spela stor roll för att stödja användningen av ett eller flera språk.
De flesta europeiska länder ställer krav på kunskaper i landets huvudspråk som villkor för medborgarskap. Sverige, Italien och Irland hör till undantagen genom att inte ställa sådana krav. Denna typ av lagstiftning har blivit kontroversiell i bland annat Estland där den stora ryska minoriteten avkrävs kunskaper i estniska för att få rösträtt.
En annan typ av språklagstiftning finns i Frankrike som har språklagar som föreskriver att franska måste användas i vissa fall, vilket betyder att det är förbjudet att använda andra språk, som engelska.

## Svensk språkpolitik
I den språklag som trädde i kraft 1 juli 2009 anges att svenskan är huvudspråk i Sverige. Det innebär att svenska är samhällets gemensamma språk, som alla som bor i Sverige ska ha tillgång till och som ska kunna användas inom alla samhällsområden. Det allmänna ska ha ett särskilt ansvar för att svenskan används och utvecklas. Lagen innebär också ett starkare skydd för det svenska teckenspråket och för de fem nationella minoritetsspråken finska, jiddisch, meänkieli, romani chib och samiska. Det allmänna ska ha ett särskilt ansvar för att skydda och främja dessa språk. Den som har ett annat modersmål än svenska, svenskt teckenspråk eller nationellt minoritetsspråk ska ges möjlighet att utveckla och använda sitt modersmål.  Att kunna svenska är inget villkor för att beviljas svenskt medborgarskap.
Sverige har haft en förhållandevis homogen kultur med svenska som det överlägset dominerande språket under en mycket lång period. Språkminoriteter som samer och tornedalingar har ofta blivit marginaliserade, under 1800- och 1900-talet även aktivt förtryckta, och har aldrig utgjort någon betydande andel av den svenska befolkningen. Även om svenskan har varit officiellt administrativt och liturgiskt språk sedan tidigt 1500-tal har det inte ansetts nödvändigt att i lag fastställa svenskans status som officiellt språk i Sverige. Så sent som den 7 december 2005 beslutade Sveriges riksdag, med röstsiffrorna 147 mot 145, att inte anta svenskan som officiellt majoritetsspråk utan att även fortsättningsvis endast benämna svenskan som huvudspråk. Beslutet kritiserades, bland annat av Sture Allén, ledamot av Svenska Akademien.
Insatser för att stödja svenska språket har gjorts åtminstone sedan Gustav III grundade Svenska Akademien. Fortfarande är det formella syftet med denna att:
arbeta uppå Svenska språkets renhet, styrka och höghet, så uti vetenskaper, som serdeles i anseende till Skaldekonsten och Vältaligheten uti alla dess tillhörande delar, jemväl uti then, som tjenar att tolka de Himmelska Sanningar.
Det finns ingen officiellt fastslagen instans för reglering av svenska i Sverige. Institutionen Språkrådet kan dock ses som Sveriges officiella språkorgan och finansieras av den svenska regeringen. Det har dock inga ambitioner att utöva direkt kontroll över språket liknande de som Académie française har som mål. Språkrådet består av representanter från en rad olika organisationer, inklusive Svenska Akademien. Dess främsta medel för att reglera språket är genom ordböcker som Svenska Akademiens ordbok (SAOB) och Svenska Akademiens ordlista (SAOL), samt en rad olika handböcker i grammatik, stavning och rättskrivning (främst Svenska skrivregler). Även om SAOL ofta betraktas som normerande, så är dess funktion främst att beskriva den samtida språkanvändningen.
Den rikliga utgivningen av ordböcker och språkhandböcker under senare år, Svenska Akademiens grammatik (1999), Svenska Akademiens språklära (2003), Svenskt språkbruk (2003), Svenska språknämndens uttalsordbok (2003), Språkriktighetsboken (2005), jämte databaser på internet såsom SAOB, Språkbanken, är ett led i den nordiska språkvårdens målsättning att göra språkets regler och normer tydliga och tillgängliga för alla. Utgivningen av sådana böcker har fått språkvetare som Sture Allén och Catharina Grünbaum att kalla svenskan för ett av världens bäst beskrivna språk.
I valrörelsen år 2002 föreslog folkpartiledaren Lars Leijonborg, till mångas förvåning, att krav på kunskaper i svenska skulle kunna bli ett villkor för naturaliserat svenskt medborgarskap. Sådana förslag hade tidigare bara framlagts av Sverigedemokraterna och andra partier utanför riksdagen. Sverige har hittills inte haft några språklagar. Den språkvård och forskning inom lingvistik som bedrivs av Språkrådet och Svenska Akademien är delvis av normativ art, men framför allt inriktad på deskriptiv lingvistik.
Sedan den nya språklagen trädde i kraft den 1 juli 2009 är de övergripande målen för den svenska språkpolitiken följande:
- svenska språket ska vara huvudspråk i Sverige
- svenskan ska vara ett komplett och samhällsbärande språk
- den offentliga svenskan ska vara vårdad, enkel och begriplig
- alla ska ha rätt till språk: att utveckla och tillägna sig svenska språket, att utveckla och bruka det egna modersmålet och nationella minoritetsspråket och att få möjlighet att lära sig främmande språk.[12]

Sedan 2000 finns i Sverige fem officiella minoritetsspråk; nämligen samiska, finska, meänkieli (tornedalsfinska), romani chib och jiddisch. Enligt lagarna SFS  1999:1175-76 har varje individ, oberoende medborgarskap, etnicitet, språkfärdighet eller modersmål rätt att använda meänkieli, och/eller finska i officiella sammanhang i Gällivare, Kiruna, Pajala, Övertorneå och Haparanda kommuner i norra Sverige. Samiska kan användas i muntlig och viss skriftlig offentlig service i Kiruna, Gällivare Jokkmokk och Arjeplogs kommuner. Enligt bl.a. förvaltningslagen SFS 1996:223 har alla också rätt till tolkning vid kontakter med myndighet, om personen ifråga saknar kunskap i svenska. Enligt Skollagen har i barn i familj med annat hemspråk än svenska rätt till undervisning i detta språk i skolan. Särskilda regler gäller för barn till föräldrar som har samiska, meänkieli, finska eller romani chib som modersmål eller språk i hemmiljön.
Gällande rätt har ändrats betydande efter minoritetslagens tillkomst 2009 och dess ändringar 2018. Numera finns förvaltningkommuner för finska, samiska och meänkieli som ska erbjuda förskola och äldreomsorg på språken. Kommunerna ska även göra det möjligt för enskilda att ha sina muntliga och skriftliga kontakter med kommunerna på dessa språk. Samma omfattar även statliga förvaltningsmyndigheter med regional verksamhet som sammanfaller med förvaltningskommunerna (Polisen, Arbetsförmedlingen, Försäkringskassan osv.). Kommunerna ska efter lagändringen 2018 även ha minoritetspolitiska handlingsplaner och riktlinjer.